# Liste de voyageurs au Caucase
Cette liste de voyageurs au Caucase recense les personnages qui ont témoigné, de première main ou non, de réalités caucasiennes : voyageurs, cartographes, encyclopédistes, compilateurs, mais aussi commerçants, militaires, missionnaires, scientifiques, administrateurs ou ambassadeurs. L'étude de leurs œuvres permet d'envisager une histoire également (inter-)culturelle du Caucase. 

## avant 500
- Strabon, (-64 - 25), géographe[2],[3]
- Maès Titianos (vers 70-80), peut-être,
- Ban Chao, vers 73-85,
- Arrien, Périple du Pont-Euxin (131-132),
- Église nestorienne, Église de l'Orient, Église apostolique assyrienne de l'Orient,
- Juifs Mizrahim, dont Juifs des montagnes, d'Irak, du Kurdistan, du Turkménistan, d'Iran, de Géorgie, d'Arménie, d'Azerbaïdjan, du Kazakhstan, du Turkménistan (dits de Boukahara),
- une part (des commerçants) de cet itinéraire de la route de la soie (branche nord, tronçon Astrakhan-Tbilissi-Erzurum), dont les Radhanites, dont parle le Livre des Routes et des Royaumes (870c) de Ibn Khordadbeh (820c-885c),

## VIesiècle-IXesiècle
- Zemarchus, actif vers 560-560,
- Khazars, dont témoigne la Correspondance khazare, et commerçants Radhanites,
- Théophylacte Simocatta, historien, vers 600-630,
- Anania de Shirak (610-685), Géographie
- Al-Yaqubi, vers 840-850,
- Eldad ha-Dani, vers 850 peut-être,
- Abu Zayd al-Balkhi, vers 890,

## Xesiècle
- Istakhri, vers 930-940, géographe,
- De administrando Imperio, vers 950, manuel politique de Constantin VII Porphyrogénète, appréciant également la région[4],
- Ibn Hawqal, vers 950-970, cartographe, « La Configuration de la Terre » (977, Surat al-Ardh, صورة الارض; ),
- Ibn Rustah, vers 970,

## XIesiècle
- Yahyā d'Antioche, vers 1015,

## XIIesiècle
- Benjamin de Tudèle a pu rencontrer des Juifs et des Caucasiens, mais hors du Caucase, vers 1165-1170 : voir Lishán didán,
- Petahia de Ratisbonne, vers 1186,
- Collection complète des chroniques russes

## XIIIesiècle
- Yaqout al-Rumi, vers 1200,
- Vardan Areveltsi (1200c-1271),
- Frère Julien, vers 1235,
- André de Longjumeau (1200c-1271c), vers 1245, après le premier concile de Lyon (1245),
- Ascelin de Lombardie, vers 1245-1247,
- Simon de Saint-Quentin, vers 1245,
- Laurence du Portugal, vers 1245,
- Jean de Plan Carpin, vers 1245, Benoît de Pologne,
- Guillaume de Rubrouck, vers 1250,
- Vincent de Beauvais, vers 1250, encyclopédiste,
- Héthoum de Korikos, vers 1255, Livre des hystoires des parties d'Orient,
- Ricoldo da Monte Croce, ou Riccoldo da Monte di Croce, vers 1289,
- Rabban Bar Sauma (vers 1290),
- Le Livre de Marco Polo (1298) décrit trois pays du Caucase (Arménie, Géorgie, et Bakou en actuel Azerbaïdjan) sans que son auteur y ait été.

## XIVesiècle
- Odoric de Pordenone, vers 1320,
- Angelino Dulcert, cartographe majorquin, vers 1339,
- Jean de Mandeville, vers 1340,
- Ibn Battûta, vers 1350,

## XVesiècle
- Ruy Gonzáles de Clavijo, vers 1405,
- Ghiyāth al-dīn Naqqāsh, vers 1420,
- Josaphat Barbaro, vers 1436-1475,
- Athanase Nikitine, vers 1466,
- Ambrogio Contarini, vers 1475,

## XVIesiècle
- 'Ali Akbar Khata'i[5], vers 1500,
- Anthony Jenkinson (1529-1611), vers 1558-1565,

## XVIIesiècle
- Jean-Baptiste Tavernier (1605-1689), vers 1630,
- Jean Chardin (1643-1715), vers 1671,
- Evliya Çelebi (1611-1682), Seyahatname (en) (Livre de voyages),

## XVIIIesiècle
- Joseph Pitton de Tournefort (1656-1708), botaniste, vers 1701, avec Claude Aubriet,
- Johann Anton Güldenstädt (1745-1781), vers 1768-1781,
- Ghoukas Indjidjian (1758-1833),
- Jan Potocki (1761-1815), vers 1780, Voyage dans les steppes d’Astrakhan et du Caucase,
- Vice-rois ou gouverneurs du Caucase sous l'Empire russe, dont Paul Tsitsianov (1758-1806),
- Jean-Charles de Besse (1765-1831/1841), Voyage en Crimée, au Caucase, en Géorgie, en Arménie, en Asie Mineure et à Constantinople,

## XIXesiècle
- Julius Klaproth, vers 1808-1810, Voyage au Mont Caucase et en Géorgie[6]
- Guerre du Caucase (1817-1864), et tous ses chroniqueurs et historiens,
- Edouard Taitbout de Marigny, vers 1818, Voyages en Circassie[7],
- David Urquhart (1805-1877)[8],[9], vers 1820-1830,
- Jean-François Gamba(1763-1833)[10],[11], (1820-1824),
- Alexandre Pouchkine (1799-1837), 1820-1825,
- Alexandre Griboïedov (1794-1829), 1822-1829,
- Jean-Marie Chopin, vers 1830,
- Frédéric Dubois de Montpéreux (1798-1850, dans la région en 1831-1834),
- James Stanislas Bell[12], 1837-1839,
- Mikhaïl Lermontov (1814-1841), vers 1840,
- Marie-Félicité Brosset (1802-1880), dans la région en 1847-1848,
- Edmund Spencer[13], vers 1850,
- Alexandre Dumas (1802-1870), De Paris à Astrakhan et Voyage au Caucase (1859)[14],[15],[16],
- Gustav Radde (1831-1903), vers 1864-1903,
- Ludwik Młokosiewicz (1831-1909), vers 1850-1880,
- Walter Tschudi Lyall (1832-1903), vers 1845, Notes on the Caucasus (1883) par Wanderer[17],
- Vassili Verechtchaguine (1842-1904), Voyage dans les provinces du Caucase (vers 1867-1869),
- Ernest Chantre (1843-1924),
- Douglas William Freshfield (1845-1934), explorateur et alpiniste, vers 1868
- George Kennan (journaliste) (1845-1924), vers 1870,
- Achille Charles Louis Napoléon Murat (1847-1895), époux de la princesse Salomé Davidovna (1848-1913), résident à Zougdidi,
- Henry Harlinge Cunynghame (1848-1935) ( frère cadet des Baronnets Cunynghame (en)), peintre et illustrateur, vers 1872,
- Clive Phillipps-Wolley (en) (1853-1918), sportif et chasseur, vers 1873-1877, Sport en Crimée et au Caucase et Savage Svânetia
- Bertha von Suttner (1843-1914), prix Nobel de la paix 1905, 1876-1883,
- Joseph-André Gatteyrias (1855-1883),
- Jacques de Morgan (1857-1924),
- Arthur Leist (en), vers 1877, Kaukasische Post,
- Jane Dieulafoy, vers 1881,
- Oliver Wardrop (en), vers 1887,
- Antoine Meillet, vers 1890,
- Sven Hedin, vers 1892,
- Dmitri Rudolf Peacock (en) (1842-1892), vers 1881-1891,

## XXesiècle
- Oscar Schmerling (1863-1938)[18],[19], illustrateur, caricaturiste,
- Robert Pierpont Blake, vers 1912,
- Oliver Wardrop (en) (1864-948) et sa sœur Marjory Wardrop (1869-1909), traductrice, en 1887, puis 1894-1896, puis 1919-1921,
- William Edward David Allen, vers 1920,
- Georges Dumézil (1898-1986), divers séjours à partir de 1925,
- Henri Barbusse (1873-1935), Voici ce qu'on a fait de la Géorgie, Flammarion, Paris, 1928, (Arménie, Géorgie, Azerbaidjan),
- Ella Maillart (1903-1997), vers 1930,
- David Marshall Lang, vers 1945,
- Henri Cartier-Bresson (1908-2004), voyages photographiques en 1954 et 1973).